# Bisbat d'Ekwulobia
El bisbat de Ekwulobia (anglès:  Roman Catholic Diocese of Ekwulobia); llatí: Dioecesis Ekvulobiana) és una seu de l'Església catòlica a Nigèria, sufragània de l'arquebisbat d'Onitsha.
Al 2020 tenia 602.115 batejats d'un total de 984.415 habitants. Actualment està regida pel bisbe cardenal Peter Ebere Okpaleke.

## Territori
La diòcesi comprèn tota l'àrea de govern local d'Aguata, Orumba Norh i Orumba South a l'estat d'Anambra.
a regió nord-occidental de Ghana.
La seu episcopal és la ciutat d'Ekwulobia, on es troba la catedral de Sant Josep.
El territori s'estén sobre 676 km² i està dividit en 82 parròquies, agrupades en 10 vicariats, reunits en 3 zones pastorals (Achina, Akpu i Ekwulobia).

## Història
La diòcesi va ser erigida el 5 de març de 2020 pel papa Francesc, prenent el territori de la diòcesi d'Awka.

## Cronologia episcopal
- Peter Ebere Okpaleke, des del 5 de març de 2020

## Estadístiques
A finals del 2020, la diòcesi tenia 602.115 batejats sobre una població de 984.415 persones, equivalent al 61,2% del total.
| any  | població | població | població | sacerdots | sacerdots       | sacerdots       | sacerdots             | diàques | religiosos | religiosos | parroquies |
| ---- | -------- | -------- | -------- | --------- | --------------- | --------------- | --------------------- | ------- | ---------- | ---------- | ---------- |
| any  | batejats | total    | %        | total     | clergat secular | clergat regular | batejats por sacerdot | diàques | homes      | dones      |            |
| 2020 | 602.115  | 984.415  | 61,2     | 252       | 240             | 12              | 2.389                 |         | 21         | 124        | 82         |

## Note
1. ↑  Error: hi ha títol o url, però calen tots dos paràmetres.«», 4 maggio 2020.
2. ↑  Plantilla:Cita news
3. ↑  Error: hi ha títol o url, però calen tots dos paràmetres.«».
4. ↑  Error: hi ha títol o url, però calen tots dos paràmetres.«», 05-03-2020.